# Felice Puttini
Felice Puttini (Sorengo, 18 settembre 1967) è un ex ciclista su strada e dirigente sportivo svizzero.
Professionista dal 1989 al 2002, fu due volte campione svizzero in linea e tre volte nel mezzofondo. Dal 2005 al 2008 ha diretto il team femminile Bigla.

## Carriera
Nel 1988 partecipò anche ai Giochi della XXIV Olimpiade, terminando al settantanovesimo posto. Dopo un inizio povero di risultati, fra i piazzamenti solo un terzo posto in una tappa del Tour de Suisse 1991, iniziò ad ottenere migliori piazzamenti nel 1993, quando terminò al terzo posto nella classifica generale della Hofbrau Cup. Si confermò l'anno seguente vincendo tre corse, tra cui il campionato nazionale, ed ottenendo piazzamenti di rilievo come il sesto posto nel Campionato di Zurigo. Nel 1995 fu secondo al Trofeo Melinda e terzo al Grand Prix Pino Cerami in Belgio, confermando inoltre il titolo nazionale. Questi risultati gli valsero la convocazione ai campionati del mondo, dove riuscì a raggiungere il decimo posto.
Seguirono due anni senza soddisfazioni, ancora un terzo posto nel Grand Prix Pino Cerami nel 1996 e nella natia svizzera fu secondo al Giro di Berna e terzo al Giro del Mendrisotto dello stesso anno, mentre nel 1997 fu terzo al Giro dell'Emilia. Ottenne anche due piazzamenti al Giro d'Italia, entrambi due terzi posti, uno nella sedicesima tappa con arrivo a Losanna nel 1996 e uno nella ventesima tappa del 1997, nell'arrivo sul Passo del Tonale. Nel 1998 ritornò alla vittoria in estate al Gran Premio Industria e Commercio di Prato e in ottobre ottenne un terzo posto nel Giro di Lombardia.

## Palmarès

### Strada
- 1994

Campionati svizzeri, Prova in linea
6ª tappa Volta a Portugal
- 1995

Campionati svizzeri, Prova in linea
- 1998

Gran Premio Industria e Commercio di Prato
Giro del Mendrisiotto
- 2000

Giro del Mendrisiotto

### Pista
- 1994

Campionati svizzeri, Mezzofondo
- 1997

Campionati svizzeri, Mezzofondo
- 1998

Campionati svizzeri, Mezzofondo

## Piazzamenti

### Grandi Giri
- Giro d'Italia

1992: 54º
1994: 62º
1995: 50º
1996: ritirato (21ª tappa)
1997: 27º
1998: 39º
1999: 24º
- Vuelta a España

1989: 123º
1991: 79º

### Classiche monumento
- Milano-Sanremo

1993: 144º
1995: 50º
1996: 69º
1998: 85º
- Liegi-Bastogne-Liegi

1991: 67º
1992: 71º
1995: 51º
1997: 78º
- Giro di Lombardia

1990: 42º
1991: 36º
1993: 57º
1994: 40º
1995: 10º
1997: 49º
1998: 3º
1999: 52º
2000: 23º

### Competizioni mondiali
- Campionati del mondo

Stoccarda 1991 - In linea: 49º
Benidorm 1992 - In linea: ritirato
Oslo 1993 - In linea: 17º
Agrigento 1994 - In linea: 12º
Duitama 1995 - In linea: 10º
Lugano 1996 - In linea: 26º
Valkenburg 1998 - In linea: 59º
Verona 1999 - In linea: 35º
Lisbona 2001 - In linea: ritirato
- Giochi olimpici

Seoul 1988 - In linea: 79º